# هولم، بدفوردشر
هولم (به انگلیسی: Holme) یک روستا در بریتانیا است که در بدفوردشر مرکزی واقع شده‌است.